# Метанол
Метано́л (інші назви: метиловий спирт, карбінол, деревний спирт); формула: CH3OH — найпростіший одноатомний спирт.
За нормальних умов метанол — це прозора, безбарвна, легкозаймиста і летка рідина зі слабким спиртовим запахом. Він змішується з багатьма органічними розчинниками та необмежено змішується з водою.

## Історія
Вперше метанол був виявлений в 1661 році Робертом Бойлем при вивченні продуктів перегонки дерева, проте в чистому вигляді метиловий спирт, або деревний (оскільки першим з відомих методів його отримання був метод сухої перегонки деревини), отриманий цим способом, був виділений тільки через 200 років у 1834 році Дюма і Пеліго: тоді вперше вдалося очистити його від домішок супутніх речовин, перш за все оцтової кислоти і ацетону. У 1857 році Марселен Бертло отримав метанол омиленням хлористого метилу. Процес сухої перегонки деревини довгий час залишався, мабуть, єдиним способом виробництва метанолу. Зараз він повністю витіснений каталітичним синтезом з оксиду вуглецю і водню. Отримання метанолу з синтез-газу вперше було здійснено в Німеччині в 1923 році фірмою BASF. Процес проводився під тиском 100–300 атм на оксидних цинк-хромових каталізаторах (ZnO-Cr2O3) в інтервалі температур 320–400 °C, продуктивність першої промислової установки доходила до 20 т/добу. Цікаво, що в 1927 році в США був реалізований промисловий синтез метанолу, базований не тільки на монооксиді, а й на діоксиді вуглецю.
Сучасний метод отримання — каталітичний синтез з монооксиду вуглецю і водню (температура 250 °C, тиск 7 МПа, каталізатор суміш оксидів цинку і міді):
СО + 2Н2 → CH3OH
Реакцію можуть прискорити каталізатори, такі як оксиди міді, цинку або хрому. Обнадійливі результати також були отримані від використання свинцю і талію як каталізаторів.

## Фізичні властивості
Метиловий спирт — рухлива рідина (в'язкість 0,5513 мПа·с при 25 °C) із слабким запахом, схожим на запах звичайного спирту. Густина його 0,792 г/см³. Температура кипіння 64,5 °С, замерзання -98 °C.Температура самозаймання 464 °C.
З водою змішується в будь-яких співвідношеннях. Добрий розчинник для багатьох органічних речовин. Горить синюватим полум'ям. 

## Токсичність
Метиловий спирт — отруйна речовина, що діє на нервову і судинну системи людини. При потраплянні в організм людини 10 мл метанолу може призвести до важкого отруєння, до сліпоти; вживання 25–30 мл метанолу, найчастіше, призводить до смерті, при цьому велику роль відіграє індивідуальна чутливість організму до отрути.

## Отримання
Метиловий спирт тепер добувають синтетичним способом з монооксиду вуглецю і водню при температурі 300–400 °C і тиску 300–500 атм у присутності каталізатора — суміші оксидів хрому, цинку й ін. Сировиною для синтезу метанолу служить водяний газ (CO + H2), збагачений воднем:
Раніше метиловий спирт добували винятково з продуктів сухої перегонки деревини. Тепер цей спосіб має другорядне значення.
Метанол є одним з найтоннажніших продуктів нафтохімії. Загальносвітові потужності виробництва метанолу сягають близько 95 млн тон/рік.
В біоенергетиці з уловлюванням та зберіганням вуглецю (BECCS), метанол отримують шляхом гідрогенізації вловленого промислового CO2 воднем, виробленим відновлюваною електроенергією чи біоводнем.

## Хімічні властивості
Метиловий спирт, як і інші спирти, при взаємодії з лужними металами утворює алкоголяти, наприклад метилат калію CH3OK:
2CH3OH + 2К → 2CH3OK + H2↑
При взаємодії з водою алкоголяти, метилового спирту, як і алкоголяти етилового спирту, легко гідролізують, утворюючи спирт і їдкий луг. Наприклад:
CH3OK + H2O → CH3OH + KOH
При взаємодії з кислотами утворює складні ефіри. Наприклад, з нітратною кислотою утворює нітратнометиловий ефір, або метилнітрат:
У кислому середовищі також утворює диметиловий етер:
{\displaystyle {\ce {CH3-OH +H+<=>CH3-O+H2 ->H2O +CH3+ +CH3-OH<=>CH3-O+H-CH3<=>CH3-O-CH3 +H+}}}

## Застосування
Метиловий спирт застосовується дуже широко. Найбільша його кількість іде на виробництво формальдегіду, який використовується для виготовлення карбамідних, меламінових і фенолформальдегідних смол. Значні кількості CH3OH використовують у лакофарбовій промисловості для виготовлення розчинників при виробництві лаків. Крім того, його застосовують як добавку до рідкого палива для двигунів внутрішнього згорання.
Метанол широко застосовується в лабораторній практиці як розчинник для проведення реакцій з полярними органічними речовинами, як розчинник для хроматоргафічного розділення та як реагент для отримання метилових ефірів кислот. Метанол широко використовується як паливо для високофорсованих двигунів внутрішнього згоряння, що беруть участь у змаганнях на швидкість і стартовий розгін (драг рейсінг), а також для авіамодельних двигунів часто в суміші з нітрометаном (5–30 %). Хоча метанол має в 1,9 рази меншу теплотворність, ніж бензин, зате в тій же кількості повітря можна спалити у 2,3 раза більшу кількість метанолу, ніж бензину. Це дає 20 % виграш в енергії заряду, отже і в потужності двигуна. Враховуючи високе октанове число метанолу можна збільшити ступінь стиску в циліндрах двигуна до 16–20, що додасть ще потужності двигуну і зробить його економічнішим.
Останнім часом значна кількість метанолу використовується для виробництва третбутилметилового етеру і для переетерифікації рослинних олій у біодизель.